# Тургут-реїс
Тургут-реїс (тур. Turgut Reis; 1485 — 23 червня 1565), в Європі знаний як Драгут (англ. Dragut) — османський адмірал і державний діяч. Мав турецьке або грецьке походження. Сприяв тому, що зона впливу морського флоту Османської імперії поширилася на всю Північну Африку. Відзначався сучасниками за свій військовий геній і вважався одним із «найнебезпечніших» берберських корсарів. Тургут-реїса називали «найвидатнішим піратом усіх часів» «безсумнівно, найздібнішим з усіх турецьких воєначальників» і «некоронованим королем Середземномор'я». Французький адмірал писав про Тургута, що він — «жива карта Середземномор'я, також достатньо успішний на суші, щоб його можна було порівняти з найкращими генералами того часу. Ніхто не був гідніший за нього, щоб носити ім'я короля».
На додаток до посади адмірала флоту Османській імперії, за часів Сулеймана Пишного Тургут-реїса було також призначено на адміністративні управлінські посади — беєм Алжиру і Джерби, бейлербеєм Середземного моря, а також беєм, а згодом пашею Триполі. На посаді паші Триполі Тургут-реїс здійснив у місті значні перебудови, зробивши його одним із найвизначніших міст на всьому узбережжі Північної Африки.

## Походження та початок кар'єри в армії

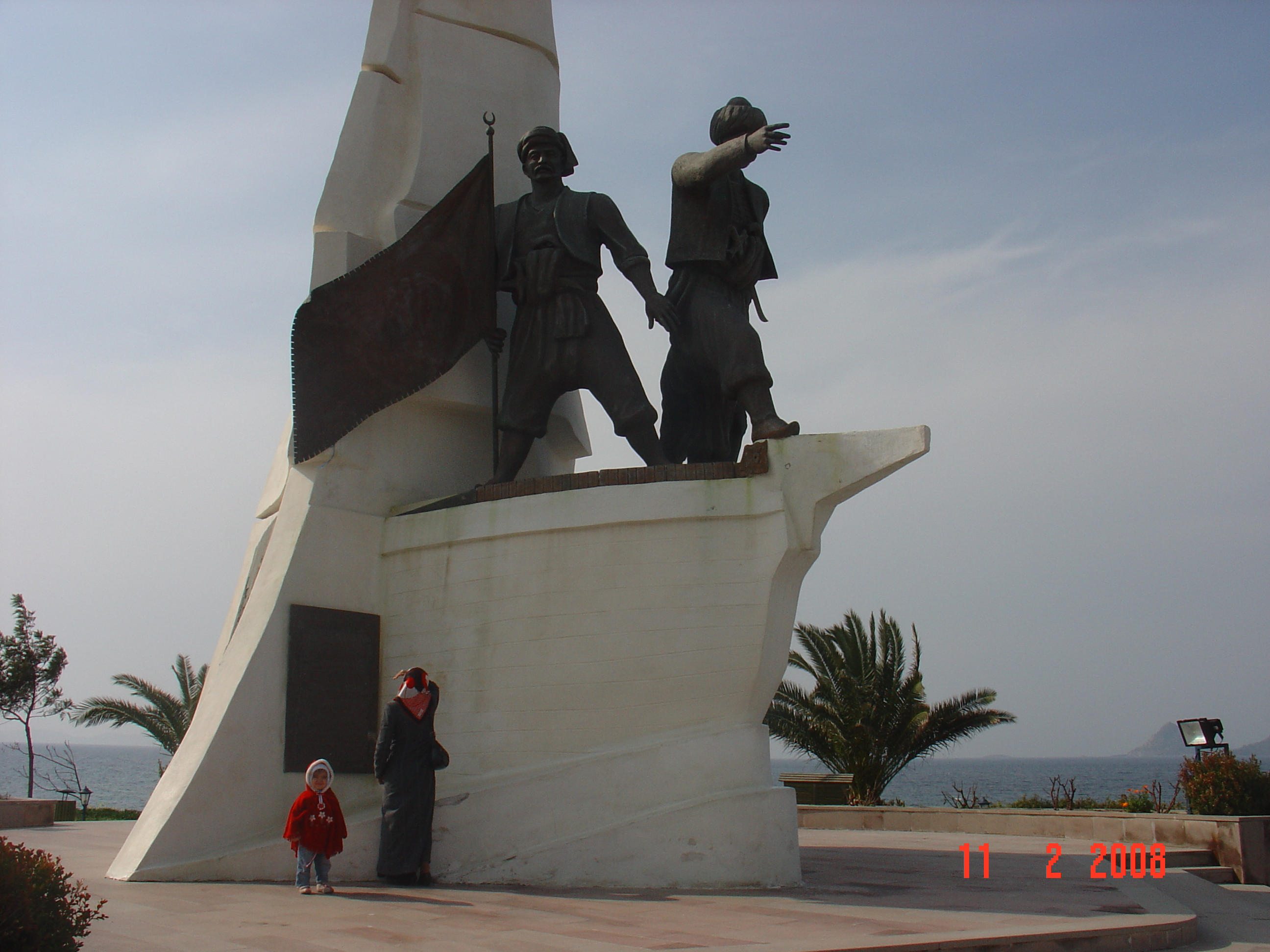
Пам'ятник Тургут-реїсу у місці його народження (Каратопрак, з 1972 р. — Тургутреїс)

Тургут-реїс народився в селищі Каратопрак (тур. Karatoprak) на західному узбережжі півострова Бодрум на Егейському узбережжі Малої Азії, яке сьогодні на його честь перейменоване на Тургутреїс (тур. Turgutreis). Про віросповідання батьків і самого Тургута при народженні ведуться суперечки, хоча існує консенсус, що він був мусульманином протягом усього свого дорослого життя.
У 12 років за надзвичайний талант у використанні списів та стріл його помітив і рекрутував командувач османської армії. За його підтримки молодий Тургут став кваліфікованим моряком, видатним пушкарем і здобув навчання каноніра та майстра облогової артилерії, вміння, що зіграло важливу роль у подальшому успіху Тургута та його репутації чудового морського тактика. В 1517 році на посаді каноніра брав участь у османському завоюванні Єгипту. Ще більше вдосконалив свої навички в цій царині під час свого перебування в Каїрі.

## Кар'єра на флоті
Після смерті свого покровителя, Тургут перебрався до Александрії і після вступу до флоту Сінан-реїса розпочав кар'єру моряка. Одразу ж став одним із улюблених членів екіпажу знаменитого корсара завдяки своїм успіхам в веденні гарматного обстрілу ворожих суден. Незабаром Тургут опанував навички мореплавця і став капітаном бригантини, отримавши при цьому 1/4 її у власність. Згодом, після кількох успішних кампаній він викупив цю бригантину у свою повну власність. Пізніше став капітаном і власником галіота, і, озброївши його найсучаснішими гарматами того періоду, почав діяти у Східному Середземномор'ї, особливо приділяючи увагу судноплавним шляхам між Венецією та венеційськими Егейськими островами.
У 1520 році він приєднався до флоту Хайр ад-Діна Барбароси, який до кінця свого життя стане його покровителем і найкращим другом. Невдовзі Тургут отримав від Барбаросси звання головного лейтенанта і отримав під своє командування 12 морських суден типу галіот. У 1526 році Тургут-реїс захопив фортецю Капо-Пассеро на Сицилії. Між 1526 і 1533 роками він кілька разів нападав на портові міста Сицилійського та Неаполітанського королівств, та захопив багато кораблів, які плавали на маршрутах між Іспанією та Італією.
У травні 1533 року, керуючи чотирма фустами та 18 барками, Тургут-реїс захопив дві венеційські галери біля острова Егіна. У червні та липні 1538 року супроводжував Барбаросу під час переслідування Андреа Доріа в Адріатичному морі, захопивши при цьому кілька фортець на узбережжі Албанії, а також затоку Превеза та острів Лефкада. У серпні 1538 р. Тургут-реїс захопив Кандію на Криті, а також кілька інших венеційських володінь в Егейському морі .

### Битва при Превезі

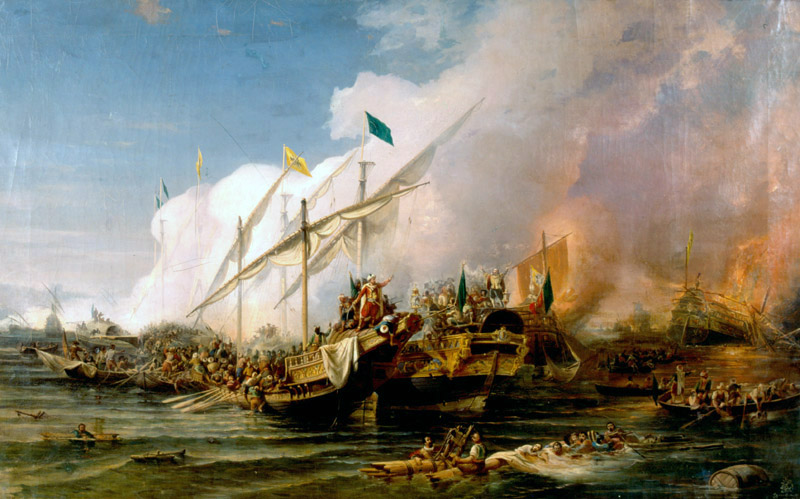
Османські сили, в тому числі Драгут, розбивають флот Священної ліги Карла V, яким командував Андреа Дорія, в битві при Превезі (1538)

У вересні 1538 р. в битві при Превезі Тургут-реїс на чолі 20 галер і 10 галіотів командував центрально-тиловим крилом османського флоту, який переміг об'єднаний християнський флот Священної ліги, до складу якої входили Мальтійський орден, Папська держава, Венеційська республіка, Іспанія, Неаполітанське та Сицилійське королівства, під загальним командуванням адмірала Андреа Доріа .
Попри те, що флот Священної ліги в складі 302 кораблів і 60 000 солдат значно перевищував османський флот, що складався із 112 кораблів і 12 000 солдат, османи завдали християнам нищівної поразки. Під час битви Тургут-реїс із двома своїми галіотами захопив папську галеру під командуванням Джамбаттісти Довіці, лицаря, який також був абатом Бібб'єни, захопивши його та екіпаж папської галери у полон.

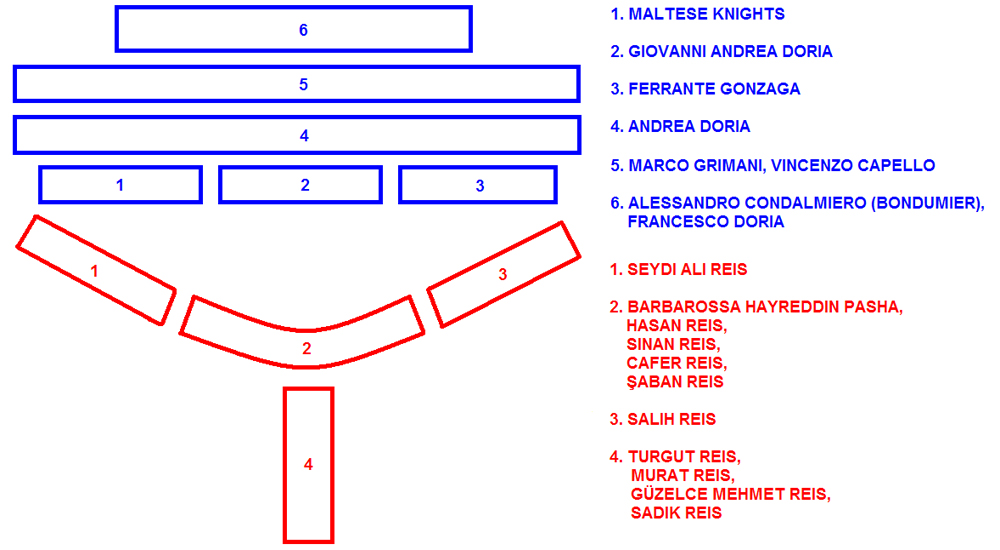
Тургут Рейс командував задньосереднім крилом турецького флоту в морській битві при Превезі в 1538 році

У 1539 р., керуючи 36 галерами та галіотами, Тургут-реїс відбив у іспанців Кастельнуово, яке було нещодавно ними захоплене у османів. Під час бою він потопив дві венеційські галери та захопив ще три. В тому ж в 1539 році під час висадки на Корфу, він зіткнувся з 12 венеційськими галерами під командуванням Франческо Паскуаліго і захопив галеру Антоніо да Канала. Згодом висадився на Криті і бився проти венеційської кавалерії під командуванням Антоніо Кальбо.

### Губернатор Джерби

Драгут був губернатором Джерби

В 1539 році, коли губернатор Джерби Сінан-паша був призначений султаном Сулейманом I новим головнокомандувачем Османського флоту Червоного моря, що розміщувався в Суеці, Тургут-реїс був призначений його наступником і став губернатором Джерби.
На початку 1540 р. Тургут-реїс захопив кілька генуезьких кораблів біля узбережжя Санта-Маргарита-Лігуре. У квітні 1540 р., керуючи двома галерами та 13 галіотами, він висадився на Гоцо і розграбував острів. Пізніше висадився у Пантеллерії і на чолі флотилії з 25 кораблів здійснив набіги на узбережжя Сицилії та Іспанії, завдавши стільки збитків, що Карл V наказав Андреа Дорії переслідувати його з великим флотом в складі 81 галери. Звідти Тургут-реїс перемістився до Тірренського моря і обстріляв південні порти Корсики, особливо Паласку. Згодом захопив і розграбував сусідній острів Капрая.

### Полон і звільнення
Пізніше в 1540 році Тургут-реїс відплив назад до Корсики і зупинився для ремонту своїх кораблів в затоці Джіролата на західному узбережжі острова. Під час розподілу здобичі і ремонту кораблів Тургут-реїс та його люди були зненацька атаковані в Битві при Джиролаті об'єднаними силами Джаннеттіно Доріа (племінник Андреа Дорії), Джорджо Доріа та Джентіле Вірджиніо Орсіні. Тургут-реїса було захоплено в полон і він майже чотири роки був змушений працювати рабом на галері Джаннеттіно Доріа, перш ніж потрапити до в'язниці в Генуї. Барбаросса запропонував заплатити викуп за його звільнення, але цю пропозицію відхилили.
У 1544 році, коли Барбаросса повертався з зимівлі в Тулоні з 210 кораблями, посланими султаном Сулейманом на допомогу королю Франциску I у франко-османському союзі проти Іспанії, він з'явився перед Генуєю, взяв місто в облогу і змусив генуезців вести переговори про звільнення Тургут-реїса. Андреа Доріа запросив Барбароссу обговорити проблему у своєму особистому палаці в Фассоло, де обидва адмірали досягли домовленості про звільнення Тургут-реїса в обмін на 3500 золотих дукатів.
Барбаросса дав Тургуту запасний флагман і командування кількома іншими суднами, і в тому ж році Тургут-реїс висадився в Боніфачо на Корсиці і захопив місто, завдавши особливої шкоди інтересам генуезців. Ще в тому ж 1544 році він здійснив напад на острів Гоцо і воював проти сил лицаря Джованні Хіменеса, захопивши кілька мальтійських кораблів, які доставляли дорогоцінний вантаж із Сицилії. У червні 1545 р. здійснив набіг на узбережжя Сицилії і обстріляв кілька портів на узбережжі Тірренського моря. У липні спустошив острів Капрая і висадився біля узбережжя Лігурії та Італійської Рив'єри з силою 15 галеотів і фуст. Він пограбував Монтероссо-аль-Маре та Корнілью, а згодом висадився в Манаролі та Ріомаджоре. У наступні дні висадився в затоці Ла Спеція і захопив Рапалло, Пеглі та Леванто.
У 1546 році він захопив Махдію, Сфакс, Сус і Монастір в Тунісі, а потім використав Махдію як базу для нападу на лицарів Святого Іоанна на Мальті. У квітні 1546 року здійснив набіг на узбережжя Лігурії. У травні, все ще перебуваючи в Лігурії, він на чолі загону з 1000 чоловік захопив Лаїгуелью в провінції Савона. Пізніше захопив Андору і полонив подесту цього міста. В Андорі він та його війська ненадовго перепочили, перш ніж відновити рейди на італійській Рив'єрі та висадитися у Сан-Лоренцо-аль-Маре. Ним також було зруйновано поселення Чивецца. Звідти він ще раз відплив на Мальту і взяв в облогу острів Гоцо.
У червні 1546 року імператор Карл V доручив Андреа Доріа відігнати Тургут-реїса подалі від Мальти і з цією метою Доріа розмістив свої сили на острові Фавіньяна. Однак два адмірали не зустрілися, оскільки Тургут-реїс в серпні 1546 року відплив до Тулона, пробувши там кілька місяців і давши своїм людям трохи відпочити в безпеці французького порту.

### Верховний головнокомандувач османського флоту у Середземному морі

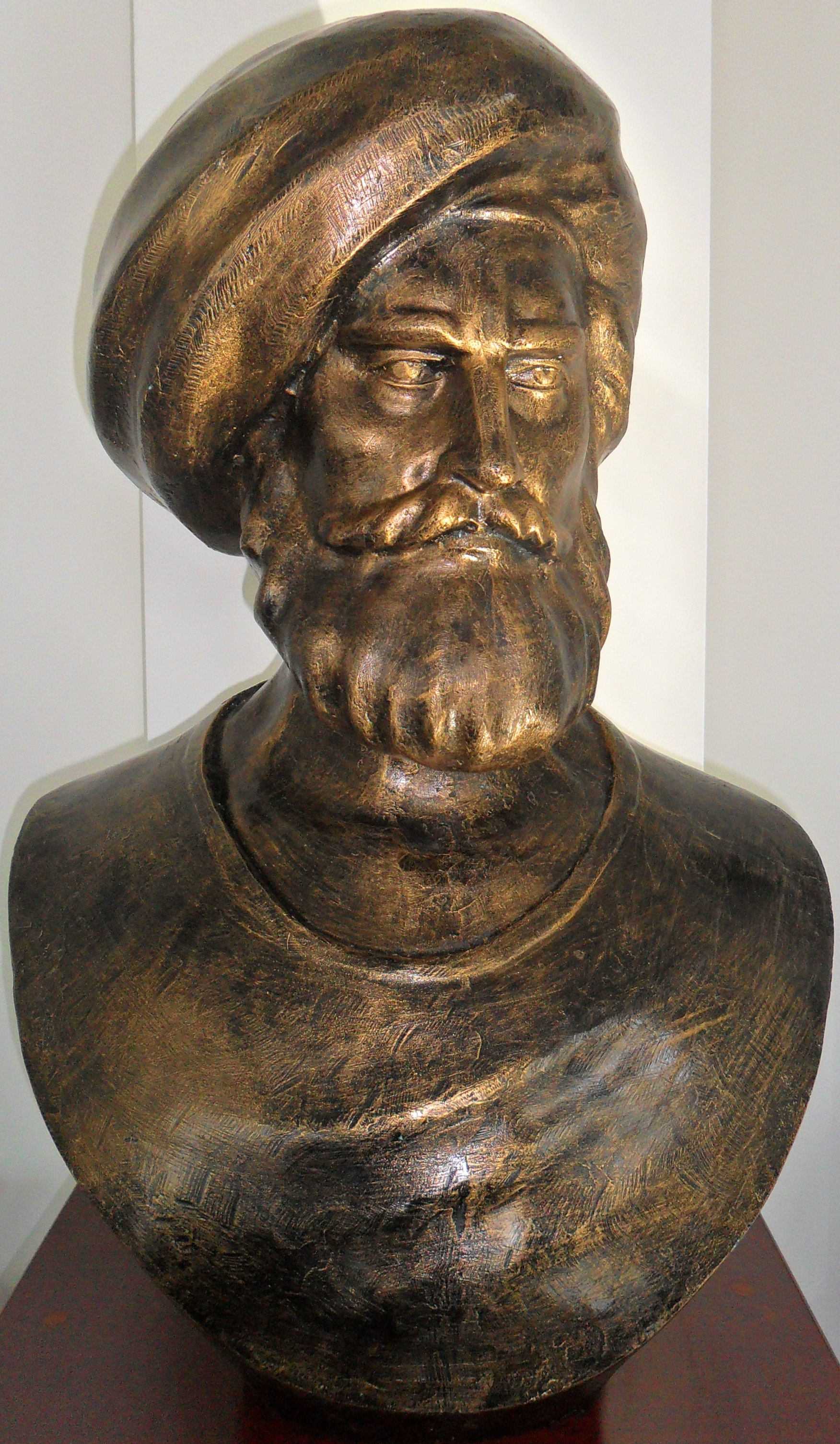
Бюст Тургута Рейса у військово-морському музеї Мерсіна.

Після смерті Барбаросси в липні 1546 р. Тургут отримав посаду командувача османських морських сил у Середземномор'ї. У липні 1547 року, дізнавшись про те, що в Неаполітанському королівстві вибухнуло повстання проти віце-короля Педро Толедського, що зробило малоймовірним підтримку Мальти неаполітанським військово-морським флотом, він знову напав на Мальту на чолі 23 галер та галіотів. Тургут-реїс висадив свої війська у Марсашлокку на південному сході острова. Звідти османські війська швидко рушили до околиць церкви Санта-Катерина. Охоронці з церковної вежі втекли, тільки но побачивши сили Тургута, і не встигли запалити діжку з порохом — звичайний метод, що застосовувався тоді для попередження місцевих жителів від нападів.
Пограбувавши острів, Тургут-реїс направився до Капо Пассеро на Сицилії, де захопив галеру Джуліо Чікала, сина герцога Вінченцо Чикала. Згодом він відплив на Еолові (Ліпарські) острови, де на острові Саліна захопив мальтійське торгове судно з цінними вантажами. Звідти відплив до Апулії і наприкінці липня 1547 р. здійснив напад на місто Сальве. Пізніше відплив до Калабрії, змусивши місцеве населення шукати безпечного притулку в горах. Звідти вирушив до Корсики, де захопив низку кораблів.

### Бейлербей Алжиру
У 1548 році Сулейман Пишний призначив Тургут-реїса на посаду бейлербея (головного губернатора) Алжиру. Того ж року Тургут наказав побудувати на морському арсеналі Джерби галеру з чотирма рядами весел (квадрірему), яку він почав використовувати в своїх операціях з наступного року. У серпні 1548 року він висадився в Кастеламаре-ді-Стабія у Неаполітанській затоці і захопив місто разом із сусіднім Поццуолі. Звідти він направився до Прочіди. Через кілька днів захопив іспанський галеот, завантажений військами і золотом в Капо Мізена біля острова Прочіда.

Незабаром там же була захоплена мальтійська галера «La Caterinetta». В 1546 році Жан Парізо де ла Валетт, майбутній Великий магістр ордену, став губернатором Триполі, яке Карл V передав лицарям-госпітальєрам. Бажаючи утримати місто під владою ордена, Ла Валетт спорядив орденську галеру, яка повинна була доставити в Триполі з метою зміцнення місцевих міських укріплень суму в 70 000 золотих дукатів, що були зібрані лицарями ордену Святого Іоанна з церков Франції. Однак судно було захоплене Тургут-реїсом, і до того ж ордену довелося ще й заплатити викуп за захоплених полонених. У 1549 році Ла Валетт був змушений повернутися на Мальту, так як не зміг повторно зібрати гроші для оновлення укріплень.

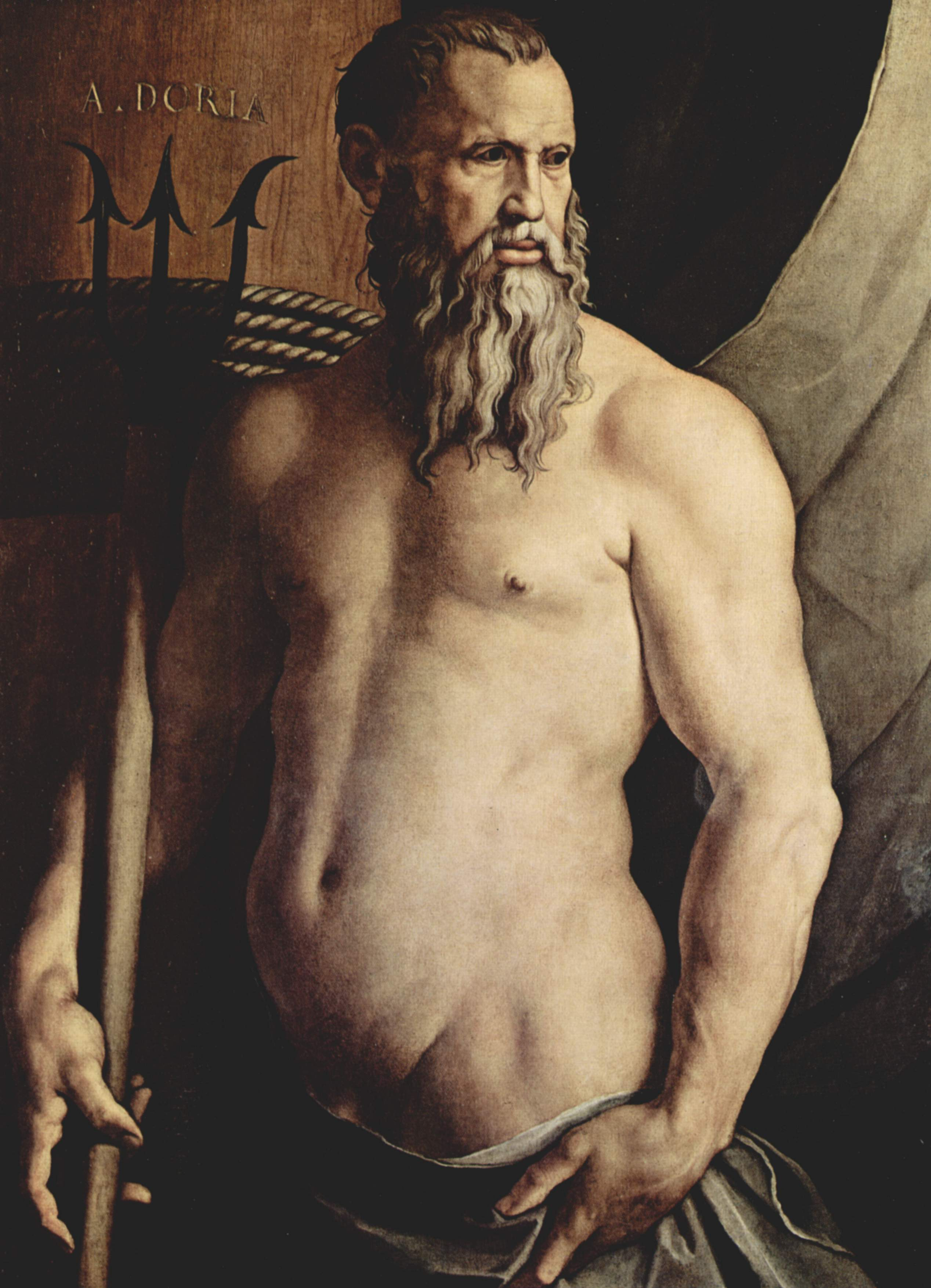
Андреа Доріа в образі бога Нептуна. Бронзіно (1540—1550 рр)

У травні 1549 року Тургут відплив до Лігурії з 21 галерою, а в липні осадив і пограбував Рапалло, пізніше поповнивши свої кораблі водою та іншими запасами в Сан-Фруттуозо. Звідти він відплив до Портофіно і напав на цей порт, а згодом з'явився в Сан-Ремо, де захопив арагонську галеру з Барселони, яка прямувала до Неаполя. Звідти він спочатку відплив до Корсики, а пізніше до Калабрії, де здійснив напад на місто Пальмі.
У лютому 1550 р., на чолі флотилії з 36 галер, захопив Махдію, Монастір і Сус в союзній Габсбургам Іфрикії. В травні 1550 року на чолі флотилії з 6 галер і 14 галіотів вирушив, щоб напасти на порти Сардинії і узбережжя Іспанії. Тоді ж він безуспішно намагався захопити Боніфачо на Корсиці. Повертаючись до Тунісу, він зупинився біля Гоцо, щоб поповнити свої кораблі водою та зібрати інформацію про діяльність мальтійських лицарів. Згодом знову відплив до Лігурії.
Поки Тургут наводив страх на жителів в околицях Генуї, а потім в третій раз узяв в облогу Рапалло, іспансько-сицилійський флот на чолі з Андреа Доріа та байлі французького лангу мальтійських лицарів Клодом де ла Сенгле (майбутнім великим магістром ордену) взяв в облогу Махдію на африканському узбережжі. Повернувшись на Джербу в кінці літа, Тургут-реїс зібрав сили в 4500 маврів, 800 османів та 60 сипахів і рушив на Махдію, щоб допомогти захисникам міста, але не досягнувши успіху, змушений був відступити зі своїми військами до Джерби.
У вересні 1550 року Махдія здалась об'єднаним іспано-сицилійсько-мальтійським силам. Тим часом Тургут-реїс займався ремонтом своїх кораблів на узбережжі Джерби. У жовтні Андреа Доріа з'явився зі своїм флотом біля Джерби і заблокував вхід в лагуну острова своїми кораблями, захопивши витягнуті на берег в каналі Кантера галери Тургут-реїса.
Тургут-реїс був змушений відступити, використавши відволікаючий маневр. Люди Драгута робили видимість, що проводять інженерні роботи та готуються до оборони і висадки противника, тоді як більша їх частина (за підтримки місцевого населення) прокладала канал із заблокованої бухти на іншу частину острова. Перетягнувши основну частину галер волоком по змащеним олією настилам на інший бік острова, Тургут зміг вирватися з пастки і відплив у Константинополь, захопивши на шляху дві галери, одну генуезьку та одну сицилійську, які прямували до Джерби з наказом допомогти силам Доріа. На генуезькій галері було захоплено принца Абу Бекера, сина туніського султана, який був союзником Іспанії.
В Стамбулі Тургут почав готувати помсту сицілійцям, мальтійцям та іспанцям за захоплення Махдії. Отримавши згоду султана і на виділені їм кошти, Тургут найняв близько 112 галер та 12 000 яничар. В 1551 році об'єднана армія Тургута і адмірала Сінан-паші вирушила в Адріатичне море, де для початку ескадра обстріляла венеційські порти і завдала серйозної шкоди венеційському судноплавству та торгівлі.
У травні 1551 року ескадра напала на Сицилію і обстріляли східні береги острова, особливо місто Августу, як помсту за участь віце-короля Сицилії у вторгненні та знищенні Махдії, де більшість жителів загинули внаслідок нападу спільного іспано-сицилійсько-мальтійського флоту.

#### Напад на Мальту і пограбування Гоцо

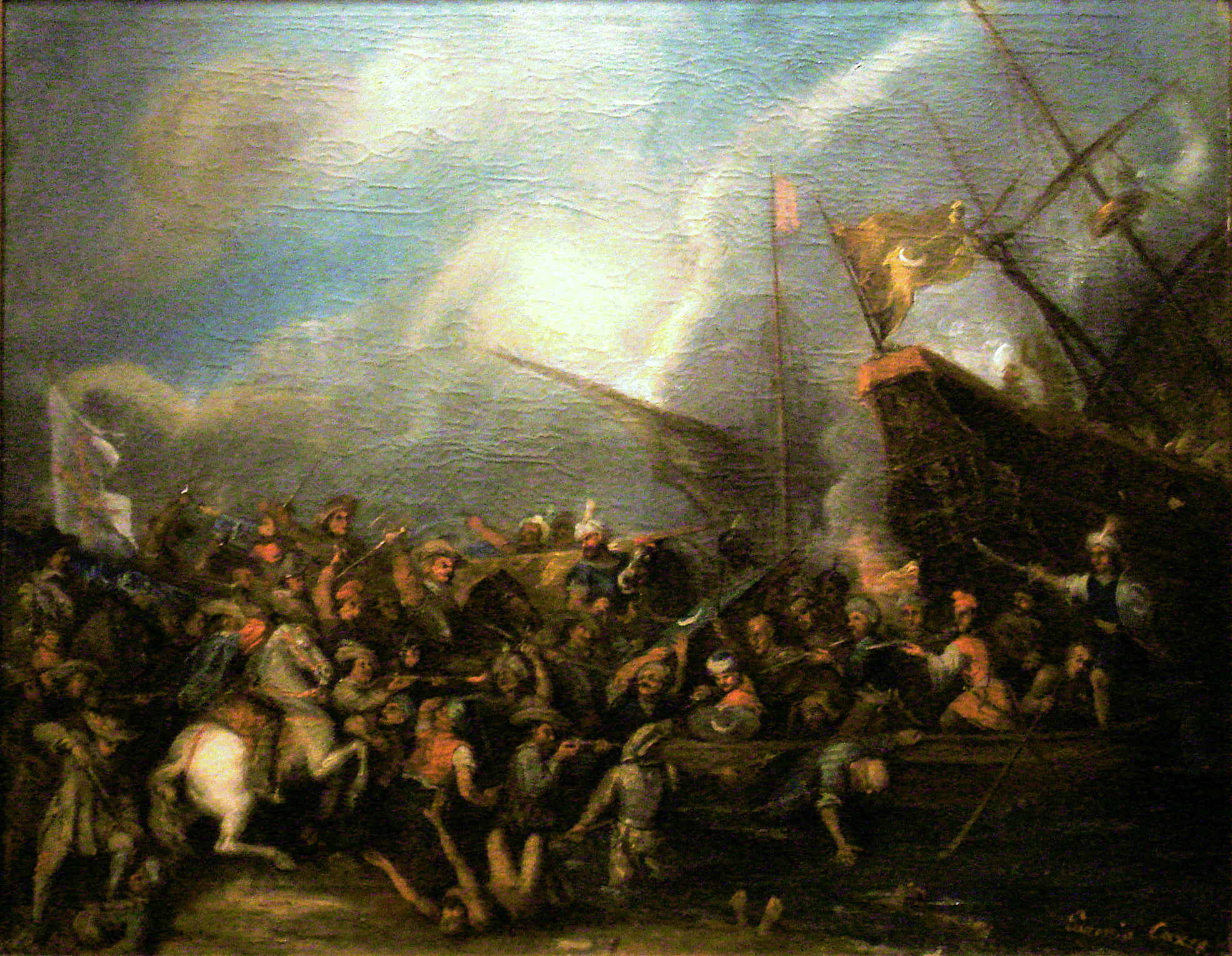
Висадка Тургут-реїса на Мальті. Євгеніо Какссом

Потім Тургут і Сінан-паша спробували захопити Мальту, висадившись з загоном біля 10 000 чоловік у порту Марсашлокк. Османи планували взяти в облогу цитаделі Біргу і Сенглея, а пізніше вирішили напасти на Мдіну, проте зрозумівши, що мальтійські фортеці добре укріплені і швидко захопити острів з такою обмеженою кількістю військ неможливо, відмовились від довгострокової облоги і полишили Мальту.
Натомість вони здійснили напад на сусідній острів Гоцо, де взяли в облогу і кілька днів обстрілювали Цитадель. Тамтешній губернатор лицарів Галатіан де Сесс, зрозумівши марність опору здав фортецю і османи розграбували місто. Забравши в полон практично все населення Гоцо (приблизно 5000 осіб), Тургут і Сінан направились до Лівії, де продали полонених, після чого вирушили до Триполі з метою захоплення цього стратегічного портового міста та його околиць.

### Санджак-бей Триполі

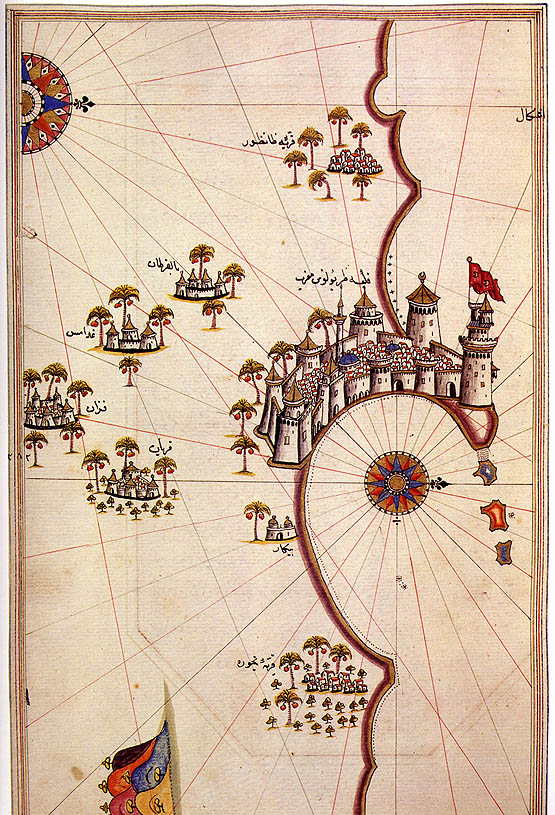
Історична карта Триполі від Пірі-реїса.

У серпні 1551 р. Тургут-реїс разом з Сінан-пашею взяв облогу і захопив Триполі (Османська Триполітанія, сучасна Лівія), яке з 1530 р. було володінням лицарів Святого Іоанна. Гаспаре де Віллі, командир форту, був захоплений в полон разом з іншими видатними лицарями іспанського та французького походження.
Однак за втручанням французького посла в Константинополі Габріеля д'Арамона, французькі лицарі були звільнені. Місцевий лідер Ага Мурат спочатку був призначений губернатором Триполі, але згодом сам Тургут взяв під контроль область. На знак визнання його заслуг, султан Сулейман надав Триполі та навколишню територію Тургуту разом із титулом санджак-бея.
У вересні 1551 р. Тургут-реїс відплив до Лігурії і захопив місто Таджа і ряд інших портів італійської Рив'єри, після того, як османські війська висадилися на пляжі Ріва-Трігозу. Пізніше того ж року повернувся до Триполі та прагнув розширити територію свого санджака, захопивши всю область Місурата і землі на захід аж до Зуари та Джерби. Вирушивши углиб країни, він збільшував свою територію, поки не дійшов до Гебеля.

### Битва при Понці та походи у західне Середземномор'я
У 1552 р. султан Сулейман призначив Тургут-реїса головним командувачем османського флоту, який він відправив до Італії (на підставі договору між султаном і французьким королем Генріхом II) в ході Італійської війни (1551—1559). Тургут-реїс вперше висадився в Августі та Лікаті на Сицилії, перш ніж захопити острів і замок Пантеллерія. У липні 1552 року він висадився в Таорміні, а згодом обстріляв і вивів з ладу порти в затоці Полікастро. Пізніше висадився в Пальмі і захопив місто, перш ніж відплисти до Неаполітанської затоки, щоб зустрітися з іншим підрозділом османського флоту під командуванням Сінан-паши та французьким флотом під командуванням капітана Поліна де ла Гард.
Після прибуття до місця зустрічі, Тургут-реїс кинув якір своїх кораблів біля пляжу Скаурі поблизу Формії, де зустрівся з флотом Сінан-паши, але їхній французький союзник не з'явився вчасно. Почекавши кілька днів, Сінан-паша вирішив повернутися до Константинополя, виконуючи наказ Сулеймана зробити це у разі затримки або перенесення зустрічі. Тургут-реїс переконав Синан-пашу приєднатися до нього, і їх об'єднаний флот бомбардував різні порти Сардинії та Корсики, перш ніж захопити острів Понца.
Звідти турецький флот відплив до Лаціо і обстріляв порти, що належали Папській державі та Неаполітанському королівству, хоча Генріх II гарантував Папі Римському, що османський флот не завдасть шкоди володінням Ватикану. Однак через погану погоду Тургут-реїс і Сінан-паша відплили назад до Неаполітанської затоки і висадились у Масса-Лубренсе і Сорренто, захопивши обидва міста. Пізніше вони захопили Поццуолі та все узбережжя аж до Мінтурно та Ноли.
У відповідь Андреа Доріа відплив із Генуї силою в 40 галер і направився до Неаполя. Коли два флоти вперше зіткнулися біля Неаполя, Тургут-реїсу вдалося захопити сім галер, на борту яких був полковник Мадруцці та багато німецьких солдат Священної Римської імперії. Пізніше ці два флоти вирушили на південь, де 5 серпня 1552 року Тургут-реїс розгромив іспано-італійський флот під керівництвом Андреа Доріа в битві при Понці.

### Бейлербей Середземномор'я
Після цієї перемоги Сулейман призначив Тургута бейлербеєм (головним губернатором) Середземного моря.
У травні 1553 року Тургут-реїс відплив з Егейського моря з 60 галерами, захопив Кротоне і Кастелло в Калабрії, а звідти вирушив углиб країни. Пізніше висадився на Сицилії і розграбував більшу частину острова, поки не зупинився у Лікаті для поповнення своїх кораблів водою. Потім напав на Шакку та Модіку на півдні Сицилії. Звідти вирушив до острова Таволара і на Сардинію, пізніше направився до Порто-Ерколе і висадився на узбережжі, перш ніж вирушити до Ельби, де захопив Марчіану-Марину, Ріо та Каполівері.
Звідти він відплив на Корсику для участі в спільній французько-османській експедиції по завоюванню цього острова. На Корсиці флот Тургута захопив Боніфачо та Бастію. Французьке королівство заплатило йому 30 000 золотих дукатів за витрати боєприпасів під час цього завоювання. Покинувши Корсику, Тургут-реїс повернувся на Ельбу і спробував захопити Пьомбіно та Портоферрайо, але врешті-решт відмовився від цих планів і захопив острів Піаноза, а також відвоював острів і замок Капрі (раніше захоплений Барбаросою ще в 1535 році) перед поверненням до Константинополя.
У 1554 році він відплив з Босфору на 60 галерах і провів зиму на Хіосі. Звідти відплив до Адріатичного моря і висадився у В'єсте поблизу Фоджії, захопивши і розграбувавши місто, вбивши 5000 його жителів. Потім він відплив у напрямку до Далмації і бомбардував порт Рагуза (Дубровник), столицю морської Рагузької республіки. У серпні 1554 року висадився в Орбетелло і здійснив набіги на узбережжя Тоскани.
Наступного року, в липні 1555 року, він висадився на Капо Ватикано в Калабрії, а звідти вирушив до Кераміки та Сан-Лусідо, бомбардуючи ці міста, перш ніж захопити Паолу і Санто-Ночето. Потім відплив на Ельбу і захопив місто Популонія, перш ніж напасти на Пйомбіно. Звідти він ідплив на Корсику і розграбував Бастію, взявши 6000 полонених. Пізніше напав на Кальві, а згодом відплив до Сардинії та обстріляв порти цього острова. Звідти він повернув у бік Лігурії і висадився в Оспедалетті, захопивши місто та узбережжя навколо нього. Згодом висадився в Сан-Ремо, після чого повернувся до Константинополя.

### Паша Триполітанії

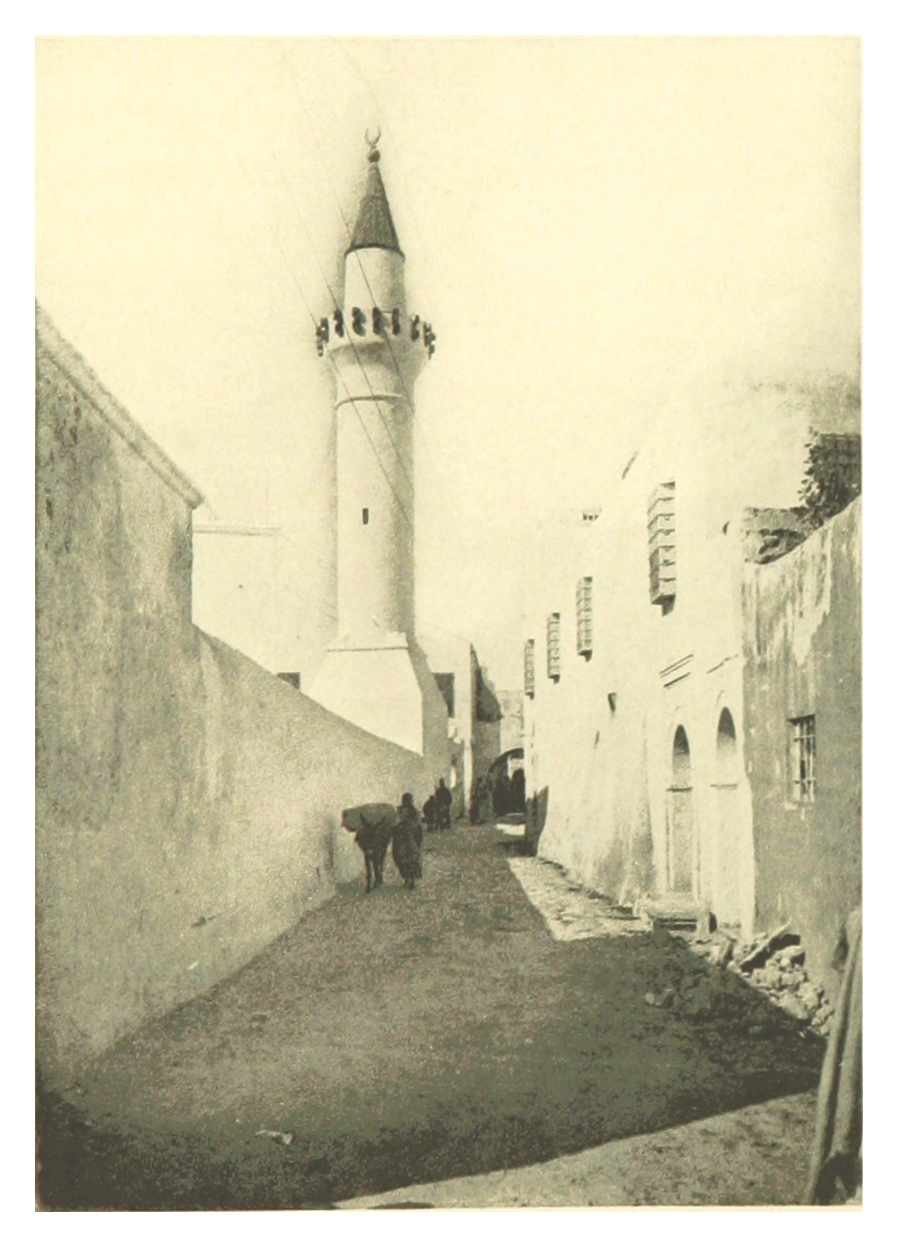
Мечеть Сіді Даргут у Триполі

У березні 1556 р. Тургут-реїс був призначений пашею Триполітанії. На цій посаді він зміцнив стіни цитаделі, що оточувала місто, і побудував новий пороховий бастіон (Dar el Barud). Він також зміцнив оборону порту та побудував фортецю Тургут (Dragut) замість старої фортеці Сан-П'єтро (San Pietro). У липні 1556 року він знову відплив і висадився на мисі Санта-Марія на острові Лампедуза, де захопив венеційський корабель, який перевозив боєприпаси та зброю для оборони Мальти. Згодом він висадився в Лігурії і захопив Бергеджі та Сан-Лоренцо. У грудні 1556 року він захопив Гафсу в Тунісі і додав його до своєї території.
Влітку 1557 року він покинув Босфор із флотом із 60 галер і, прибувши до Тарантської затоки, висадився в Калабрії і напав на Каріаті, захопивши місто. Згодом висадився в портах Апулії.
У 1558 році він додав до своєї території Гар'ян, приблизно за 70 миль на південь від Триполі. Потім з допомогою яничарів переміг династію Бені Улід і додав їх території до Османської імперії. Пізніше він взяв Таорга, Місурату і Таджиору та відвоював острів Джерба, додавши його до своєї провінції. У червні 1558 року приєднався до флоту Піяле-паші біля Мессінської протоки, і двоє адміралів захопили Реджо-Калабрію, розграбувавши місто.
Звідти Тургут-реїс вирушивя до Еолійських островів і захопив кілька з них, перш ніж висадитися в Амальфі, в затоці Салерно, і захопити Масу-Лубренсе, Кантоне і Сорренто. Пізніше висадився у Торре-дель-Греко, узбережжя Тоскани та Пьомбіно. У серпні захопив кілька кораблів біля Мальти. У вересні 1558 року приєднався до Піяле-паші і обидва адмірали здійснили напад на узбережжя Іспанії, а згодом захопили Сьюдаделу (Менорка) і завдали особливих збитків портам острова.
У 1559 р. відбив атаку Іспанії на Алжир і подавив повстання в Триполі. Того ж року захопив мальтійський корабель поблизу Мессіни. Дізнавшись від екіпажу, що лицарі готуються до великої атаки на Триполі, він вирішив відплисти туди і зміцнити оборону міста.

### Битва при Джербі
Тим часом Тургут-реїс перетворив на своїх ворогів багатьох номінально османських, але практично незалежних правителів в Тунісі та на прилеглих територіях, і кілька з них уклали союз у 1560 році з віце-королем Сицилії Хуаном де ля Серда, який мав наказ від короля Філіпа II зібрати армію для захоплення Триполі.
Зусилля Філіпа II закінчилися безуспішно, коли османський флот із 86 кораблів під командуванням Піяле-паші та Тургут-реїса рішуче розгромив флот християнського союзу Філіпа II, що складався з 200 кораблів, у битві при Джербі .

### Середземноморські рейди та облоги

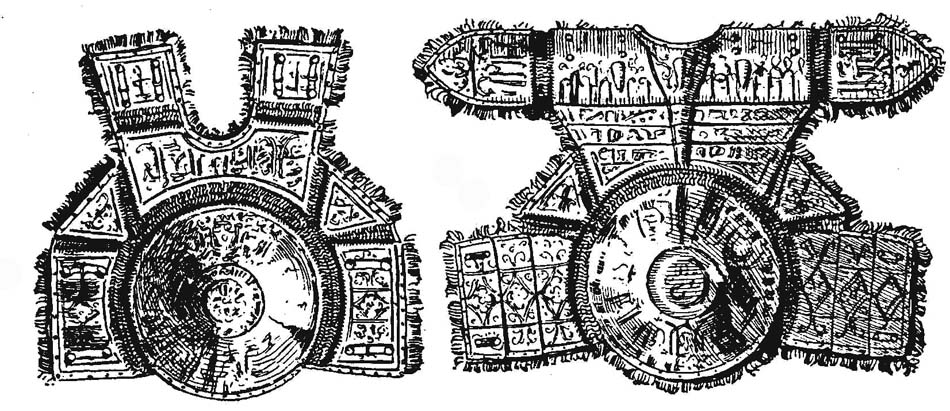
Зерцала, які носив Драгут.

У березні 1561 р. Тургут-реїс та Улуч Алі-реїс захопили Вінченцо Чикала та Луїджі Осоріо біля острова Мареттімо. У червні 1561 року Тургут висадився на острові Стромболі. У липні 1561 року він захопив сім мальтійських галер під командуванням лицаря Гімаренса, якого згодом звільнив за викуп у 3000 золотих дукатів. Зупинившись у Гоцо, щоб поповнити свої галери водою, він відплив назад до Триполі. У серпні 1561 року обложив місто Неаполь і заблокував порт 35 галерами.
У квітні 1562 року він відправив кораблі на розвідку для вивчення всіх куточків острова Мальта. Ще в 1562 році взяв в облогу Оран, який знаходився під контролем Іспанії.
У 1563 році він висадився біля берегів провінції Гранада і захопив прибережні поселення в такому районі, як Альмуньєкар, разом з 4000 в'язнями. Згодом висадився в Малазі. У квітні 1563 року підтримав флот Саліх-реїса з 20 галерами під час османської облоги Орану, бомбардуючи фортецю Мерс-ель-Кебір.
У вересні 1563 року Тургут відплив до Неаполя і захопив біля острова Капрі шість кораблів, на яких перевозились цінні товари та іспанські солдати. Згодом він висадився в районі Чіая в Неаполі і захопив його. Звідти відплив до Лігурії та Сардинії, здійснюючи набіги на прибережні міста, зокрема Орістано, Марчелліно та Ерколенто. Потім відплив до Адріатичного моря і висадився на узбережжі Апулії та Абруццо. Згодом двічі висадився у Сан-Джованні біля Мессіни з силою 28 галер. У жовтні 1563 року він відплив до Капо Пассеро на Сицилії, а згодом ще раз висадився на Гоцо, де мав невеликі сутички із лицарями.

## Облога Мальти і загибель

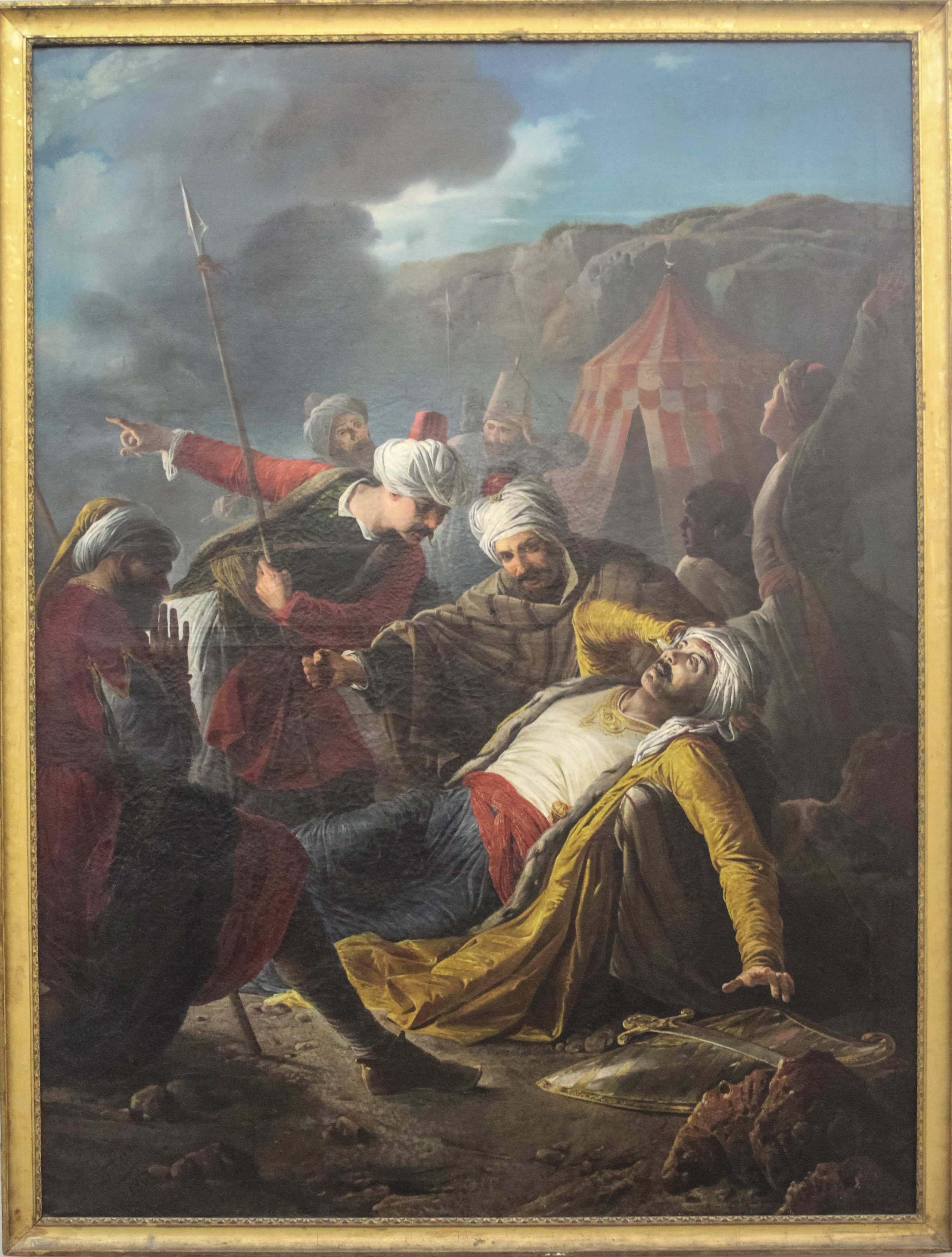
Смерть Драгута Джузеппе Калі.

Коли в 1565 р. султан Сулейман розпочав велику облогу Мальти, Тургут-реїс 31 травня 1565 року приєднався до Піяле-паші та османських військ з загоном в 1600 чоловік (за деякими даними 3000) та 15 кораблями (13 галер та 2 галіоти; тоді як деякі джерела згадують 17 кораблів). Висадив свої війська біля входу до Марсамшетта, на мисі, який на його честь отримав назву «Місце Драгута» (Dragut Point).
Тут Драгут зустрівся з Кизилахмедлі Мустафа-пашею, командувачем османських сухопутних військ, який облягав форт Сент-Ельмо. Він порадив йому спершу якнайшвидше захопити слабо захищені Циттаделлу на Гоцо та Мдіну на Мальті, але ця порада була відкинута. Тургут також організував зосереджений гарматний обстріл нещодавно побудованого форту Сент-Ельмо, який контролював вхід у Велику гавань і здавався слабшим за інші форти; приєднавшись до обстрілу з 30-ма своїми гарматами. Лише за добу османи здійснили 6000 гарматних пострілів.

Розуміючи, що форт Сент-Ельмо і форт Сент-Анджело (головний штаб лицарів з іншого боку Великої гавані) все ще можуть підтримувати контакт між собою, Тургут-реїс наказав здійснити повну облогу форту Сент-Ельмо з метою ізоляції його від допомоги зі сторони форту Сент-Анджело.

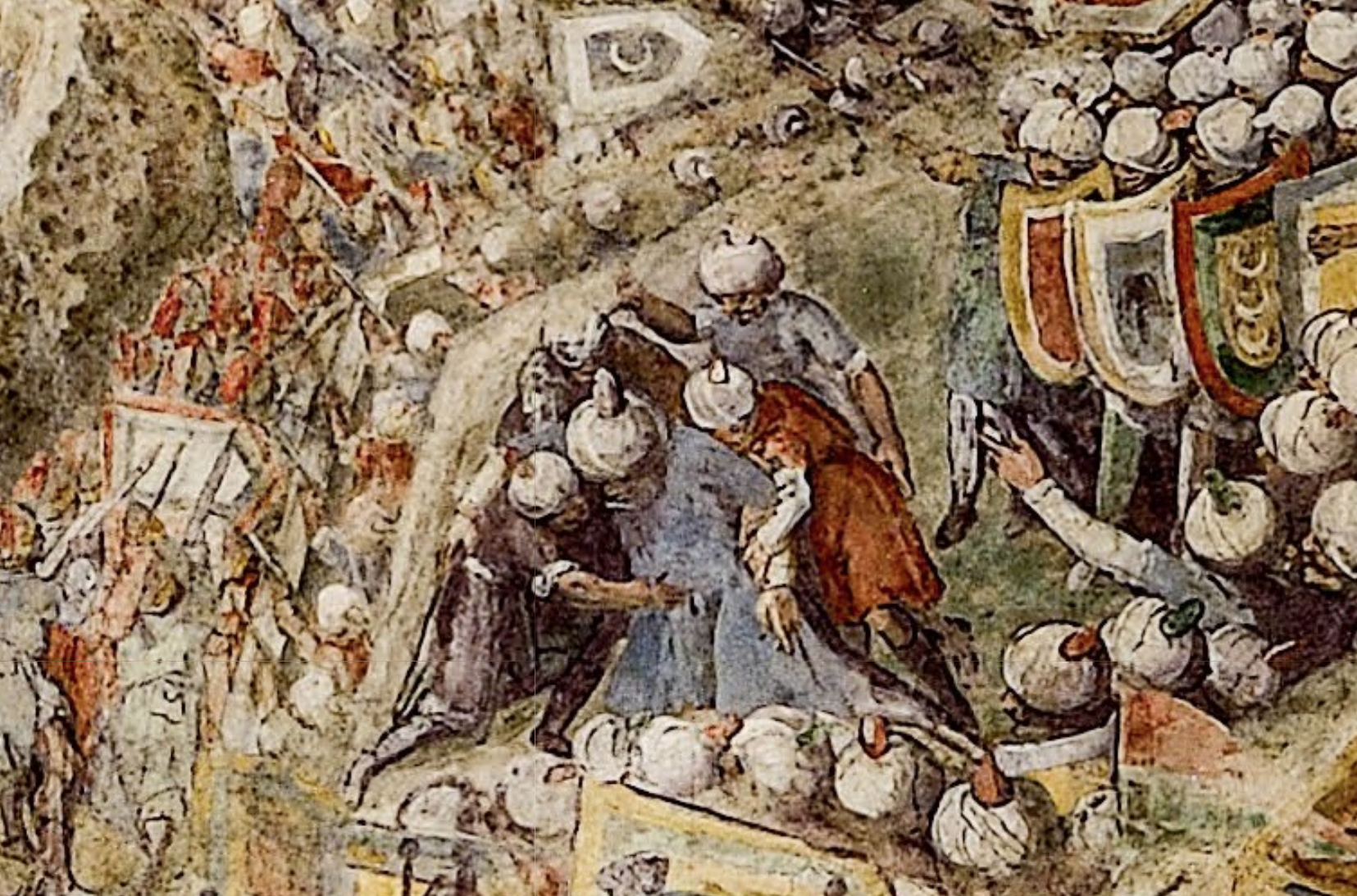
Облога Мальти. (Деталь. Смерть Драгута) Палац гросмейстерів ордену. Мальта

17 червня 1565 року Тургут був смертельно поранений, коли його вдарило осколками від гарматного ядра, яке впало в землю поблизу його позиції. Не зрозуміло, чи постріл пролунав із форту Сент-Анджело, чи його вразив дружній вогонь турецької батареї на іншому боці Великої гавані. Тургут помер від поранення 23 червня 1565 року. Різні іспанські та італійські історики, такі як Франсіско Бальбі ді Корреджо, фіксують можливу поразку військ Драгута після його смерті на Мальті. Багато істориків вважають, що якби він жив, облога мала б успіх. Однак його смерть спричинила сварку між двома іншими османськими крівниками, що, в свою чергу, призвело до низки згубних рішень, які допомогли врятувати лицарів
Його тіло було перевезене його сподвижником і наступником на посаді Триполітанського бея Улуч Алі-реїсом з Мальти до Триполі і поховано з почестями в мечеті Сіді Даргут, розташованій позаду замку, неподалік від воріт Беб Ал-Бахр. Ця мечеть залишається діючою і сьогодні.

## Спадщина

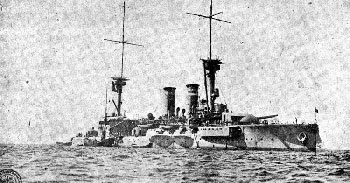
Османський броненосець «Тургут-реїс».

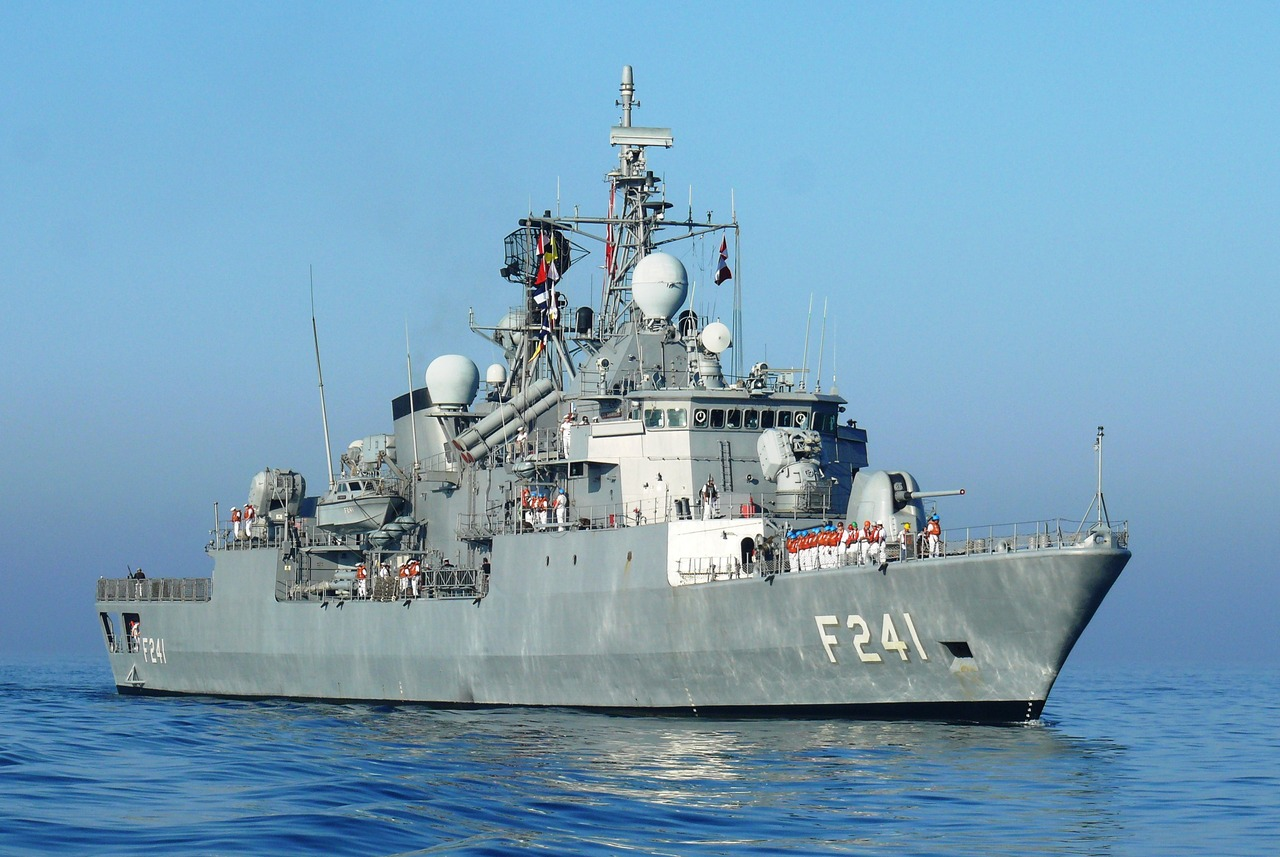
F-241 TCG Тургут-реїс, фрегат класу Явуз (MEKO 200 TN Track I) ВМС Туреччини, в Картахені, Іспанія.

Тургут-реїс (Драгут) зображений у багатьох творах мистецтва, про його життя та завоювання написано багато книг. Пам'ятні місця та будівлі в багатьох країнах були названі на його честь. Місто де він народився (Каратопрак на Егейському узбережжі Туреччини), було перейменовано у 1972 році з на його честь. Декілька військових кораблів ВМС Туреччини, а також пасажирські кораблі названі на честь Тургут-реїса. Кінцева точка на мисі Тігне (Tigne) в Марсамшетті на Мальті, де Тургут розмістив свою першу батарею для обстрілу форту Сент-Ельмо і де він загинув від поранення ядром в 1565 році називається «Місце Драгута» (il-Ponta ta' Dragut або Dragut Point). Драгут в історії Мальти вважався смертельним ворогом і божою карою і «Місце Драгута» служить меморіалом великих битв, які відбувались на цьому місці і остаточної поразки Драгута під час Великої облоги Мальти.

## У популярній культурі
- Повість Рафаеля Сабатіні «Меч ісламу» була опублікована в журналі «Прем'єр», серпень 1914 року.
- Роман Мартезе Фенека «Восьмикутний хрест» (BDL 2011). Події цього роману відбуваються у Середземномор'ї 16 століття, містить деталі життя Драгута з 1542 року до облоги Гоцо, 1551 рік.
- Другий роман Мартезе Фенек «Тінь сокола» (BDL 2020). У другій книзі трилогії Фелнека «Облога Мальти», яка відбулася у Середземномор'ї 16 століття, описуються подробиці життя Драгута з 1551 року до битви при Джербі 1560 року.
- Роман Девіда В. Болла Залізний вогонь (Bantam Dell 2004, опублікований у Великій Британії як Меч і Ятаган, і в двох частинах як Haç ve Hilal — Саврулан Юреклер та Haç ve Hilal — Кавушан Юреклер, Стамбул, 2005). Цей роман 16-го століття Середземномор'я містить подробиці життя Драгута від битви при Джербі до облоги Мальти.
- В романі «Курс фортуни» Тоні Ротмана (2015, у трьох томах) описуються пригоди молодого іспанця під час суперництва між турками та християнами за контроль над Середземним морем, Драгут зображений розумним і безжальним супротивником від часів поневолення населення Гоцо в 1551 р. через кампанію Джерби в 1560 і, нарешті, до облоги Мальти в 1565.
- В обох книжках Дороті Данет Безладні Лицарі і Пішак в Ладані зображено Тургут-реїса в рамках 6 книг серії The Lymond хроніці наступної вигаданий персонаж Френсіс Кроуфорд Lymond .
- Civilization V представляє Тургута Рейса великим адміралом.